# 32439 Sangjoonkim
32439 Sangjoonkim este o planetă minoră (asteroid) din centura de asteroizi. A fost descoperită pe 5 septembrie 2000 la Stația Anderson Mesa de Lowell Observatory Near-Earth-Object Search. 
Obiectul prezintă o orbită caracterizată de o semiaxă mare de 3,0322103 UAi, o excentricitate de 0,11, o înclinație de 12,93292 ° în raport cu ecliptica.